# Cheng Yu
En aquest nom xinès, el cognom és Cheng.
Cheng Yu (142 - 221), originalment anomenat Cheng Li (程立) i canviat el seu nom a Yu (lit. "Alçant-se el Sol") després de somiar amb el sol a la part alta del Mont Tai, va ser un dels assessors principals del senyor de la guerra Cao Cao, de la Dinastia Han, i es va convertir en un alt funcionari de l'estat de Cao Wei durant l'era dels Tres Regnes de la Xina. Chen Shou, l'autor dels Registres dels Tres Regnes, el descrigué com un home molt alt (aproximadament 1.91m) amb una barba llarga i bonica. N'era del Comtat Dong'e, Comandància Dong (al costat de l'actual Liaocheng). Cheng era més conegut en la seva època per la seva actitud anormal per burlar l'escassetat de gra: en lloc d'enviar els ostatges a Yuan Shao a canvi de menjar, aconsellà a Cao d'alimentar a l'exèrcit amb humans! També era conegut per la seva experiència en les tàctiques militars, les quals ajudaren Cao Cao a derrotar el senyor de la guerra rival Yuan Shao i el seu clan en el nord. S'acordà en general que les seves nombroses contribucions van establir les bases per fundar Cao Wei, la raó per la qual no va ser ascendit al rang de Duc va ser només per l'abans esmentada estratègia de colp amb escassetat d'aliments en la Província Yan.
Cheng va rebre el nom pòstum de "Marquès Su", significant el Marquès de Solemnitat. El fill de Cheng Yu, Cheng Wu, va continuar servint a Cao Wei.

## Biografia

### Incidents en el poble natal
Nascut al comtat Dong'e (actual Shandong, Yanggu, Xina) de la Província Yan (també dit Yanzhou), els inicis de la vida de Cheng Yu no estan enregistrats, però se li coneixia com un noi valent de la zona durant la dècada del 40. Quan la Rebel·lió dels Turbants Grocs va esclatar en la dècada de 180, un magistrat de comtat anomenat Wang Du va cremar el menjar emmagatzemat en el dipòsit, i va instigar als seus subordinats a ocupar la ciutat. El prefecte del comtat va escapar de la ciutat i anà a amagar-se, mentre que els residents de la ciutat van portar a les seves famílies cap a l'est, i van acampar al costat d'una muntanya. Després de rebre informació dels seus espies sobre que Wang s'havia mogut i havia acampat a 1.3-1.6 milles de distància de la ciutat, Cheng va informar i dir-li a l'arribista local, Xue Fang, que Wang no hauria de tenir l'habilitat per controlar la situació, pel que haurien de recuperar al prefecte i tornar a ocupar la ciutat. Xue va avenir-se amb el pla de Cheng, tot i això els plebeus es van negar a complir, sobre el que un emprenyat Cheng va dir: "Els estúpids plebeus manquen d'habilitat per planejar res." Llavors ell va tramar un pla amb Xue, i d'amagat va enviar diversa cavalleria sostenint banderins cap al cim, on aquesta va cavalcar cap a la població civil. Xue i els seus homes després van cridar de por en veure als genets, fent que els plebeus els confongueren amb Turbants Grocs. Dirigits per Xue, la massa es va mantenir corrent fins que va tornar a la ciutat, on es van adonar que els rebels no eren tan terribles i va començar a defensar la ciutat amb el prefecte, que havia estat trobat Cheng.
Veient que els residents havien tornat, Wang Du va llançar un atac, però va ser frustrat per la defensa de Cheng. Després d'algun temps, Wang no va poder aguantar i va tenir la intenció de desplaçar-se a un altre lloc, i en resposta a això Cheng va dirigir un atac sobtat, quan Wang hi estava plegant els fòtils, causant-li una derrota molt durà que va permetre la supervivència de Dong'e.
En el 192 EC, l'Inspector de la Província de Yan, Liu Dai va convidar a Cheng a unir-se al seu govern, però l'oferta va ser refusada per aquest últim. Al principi, Liu tenia molt bona relació tant amb Yuan Shao com amb Gongsun Zan, sent que Yuan va enviar la seva família a residir amb Liu mentre que Gongsun va enviar un destacament de cavalleria d'elit per ajudar a Liu a lluitar contra els Turbants Grocs de l'àrea; això no obstant, Yuan i Gongsun van ser esdevenir enemics aferrissats més tard, i eren molt més poderosos que Liu, que es va veure obligat a triar un bàndol. Liu llavors va buscar l'assessorament de Cheng, qui li va comentar que demanar l'ajuda de Gongsun era com demanar a algú de salvar a un nen que s'ofega des de lluny. Ell va analitzar més profundament que Gongsun, que havia aconseguit recentment una petita victòria militar sobre Yuan, perdria finalment contra aquest últim. Per tant, no era sagaç gaudir d'un benefici a curt termini sense un acurat pla a llarg termini. Liu va estar d'acord amb el discurs de Cheng i va tallar els seus lligams amb Gongsun, el qual va ordenar de tornar a la seva cavalleria estacionada en la Província de Yan. Tal com Cheng havia predit, Gongsun prompte va sofrir una dura derrota enfront de Yuan abans que la seva cavalleria procedent de Yan pogués, si més no, unir-se a la batalla. Liu aleshores va demanar-li a Cheng de convertir-se en el seu oficial, i el va oferir el títol de Comandant de la Cavalleria, però Cheng novament va refusar l'oferiment.

## Anotacions
1. ↑  de Crespigny, Rafe. A biographical dictionary of Later Han to the Three Kingdoms (23–220 AD).  Brill, 2007, p. 92. ISBN 978-90-04-15605-0.
2. ↑  "長八尺三寸，美須髯。" Descripció en SGZ, vol. 14.
3. ↑  世语曰："初，太祖乏食，昱略其本县，供三日粮，颇杂以人脯，由是失朝望，故位不至公。" Vegeu Folklore de l'Època (《魏晋世语》), compilat per Guo ban.
4. ↑  "剛德克就曰肅。執心決斷曰肅" Les persones insensibles o determinades podien rebre el títol pòstum de "Su". Cheng estava qualificat per tots dos criteris. Vegeu Llibre perdut de Zhou. Regles assignant noms a títol pòstum.
5. ↑  "密遣數騎舉幡於東山上，令房等望見，大呼言「賊已至」，便下山趣城，吏民奔走隨之" See SGZ vol. 14.
6. ↑  "「若棄紹近援而求瓚遠助，此假人於越以救溺子之說也。」" línia de Cheng' citada del SGZ vol. 14.